# Portugiesische Männer-Feldhandballnationalmannschaft
Die portugiesische Männer-Feldhandballnationalmannschaft vertrat Portugal bei Länderspielen und internationalen Turnieren.

## Olympische Spiele
Die portugiesische Handballnationalmannschaft nahm nicht an der einzigen Austragung, in der Feldhandball gespielt wurde, teil.
| Jahr | Austragungsort          | Teilnahme bis…  | Ergebnis        | Medaille        |
| ---- | ----------------------- | --------------- | --------------- | --------------- |
| 1936 | Berlin, Deutsches Reich | keine Teilnahme | keine Teilnahme | keine Teilnahme |

## Weltmeisterschaften
Die portugiesische Handballnationalmannschaft nahm an zwei der sieben bis 1966 ausgetragenen Feldhandball-Weltmeisterschaften teil.
| Jahr | Gastgeberland   | Teilnahme bis…  | Ergebnis                  | Rang            |
| ---- | --------------- | --------------- | ------------------------- | --------------- |
| 1938 | Deutsches Reich | keine Teilnahme | keine Teilnahme           | keine Teilnahme |
| 1948 | Frankreich      | Zwischenrunde   | Frankreich 6 : 3 Portugal | 5.–8. Platz     |
| 1952 | Schweiz         | keine Teilnahme | keine Teilnahme           | keine Teilnahme |
| 1955 | BR Deutschland  | Vorrunde        | Portugal 2. Punkte        | 9.–17. Platz    |
| 1959 | Österreich      | keine Teilnahme | keine Teilnahme           | keine Teilnahme |
| 1963 | Schweiz         | keine Teilnahme | keine Teilnahme           | keine Teilnahme |
| 1966 | Österreich      | keine Teilnahme | keine Teilnahme           | keine Teilnahme |